# Universal Amphitheatre
Lo Universal Amphitheatre (noto anche come Gibson Amphitheatre) è stato un anfiteatro polifunzionale situato a Universal City, Los Angeles. La struttura è stata inizialmente inaugurata come anfiteatro all'aperto nell'estate del 1972, in occasione di uno spettacolo di Jesus Christ Superstar. Successivamente è stata convertita come anfiteatro al chiuso nel 1982 per migliorarne l'acustica. La struttura è stata demolita il 6 settembre 2013.
Nel 2005 l'anfiteatro aveva cambiato nome in Gibson Amphitheatre dopo che i suoi diritti erano stati acquistati dalla Gibson Guitar Corporation.
Oggi il luogo in cui sorgeva la struttura ospita l'attrazione The Wizarding World of Harry Potter del parco tematico Universal Studios Hollywood.